# Тангуа
Тангуа (порт. Tanguá) — муниципалитет в Бразилии, входит в штат Рио-де-Жанейро. Составная часть мезорегиона Агломерация Рио-де-Жанейро. Входит в экономико-статистический микрорегион Рио-де-Жанейро. Население составляет 28 322 человека на 2007 год. Занимает площадь 146,623 км². Плотность населения — 193,2 чел./км².
Праздник города — 15 ноября.

## История
Город основан 28 декабря 1995 года.

## Статистика
- Валовой внутренний продукт на 2005 год составляет 169 044 тысяч реалов (данные: Бразильский институт географии и статистики).
- Валовой внутренний продукт на душу населения на 2005 год составляет 5734,00 реалов (данные: Бразильский институт географии и статистики).
- Индекс развития человеческого потенциала на 2000 год составляет 0,722 (данные: Программа развития ООН).